# Église Saint-Philippe d'Aggius
Pour l’article homonyme, voir Église Saint-Philippe.
L'église Saint-Philippe d'Aggius, en italien : chiesa di San Filippo, est une église  champêtre située dans la Valle della Luna et dépendant de la paroisse Santa Vittoria d'Aggius en Sardaigne. Elle est dédiée à saint Philippe. Elle dispose d'un fronton campanaire latéral. L'église a été construite à l'initiative de la famille Lissia-Cabella[Quand ?] et cédée à la paroisse d'Aggius en 1967.